# Lo-Abborrtjärnen
Lo-Abborrtjärnen är en sjö i Kramfors kommun i Ångermanland och ingår i Nätraån-Ångermanälvens kustområde. Sjön har en area på 0,0939 kvadratkilometer och ligger 205,4 meter över havet.

## Delavrinningsområde
Lo-Abborrtjärnen ingår i det delavrinningsområde (699413-160378) som SMHI kallar för Mynnar i Sursundet. Medelhöjden är 144 meter över havet och ytan är 5,48 kvadratkilometer. Det finns inga avrinningsområden uppströms utan avrinningsområdet är högsta punkten. Vattendraget som avvattnar avrinningsområdet har biflödesordning 2, vilket innebär att vattnet flödar genom totalt 2 vattendrag innan det når havet efter 3 kilometer. Avrinningsområdet består mestadels av skog (95 procent). Avrinningsområdet har 0,1 kvadratkilometer vattenytor vilket ger det en sjöprocent på 1,7 procent.